# Góbi-Szümber tartomány
Góbi-Szümber (mongolul: Говьсүмбэр) Mongólia 21 tartományának (ajmag) egyike, mely az ország középső részén fekszik. Székhelye Csojr.

## Népessége
| 2014 | 15 891 |
| 2015 | 16 522 |

## Járások

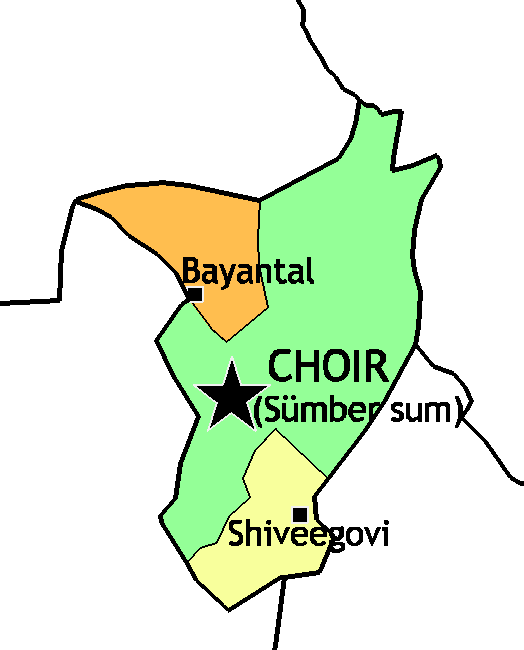
Góbi-Szümber tartomány járásai

| Járás          | Mongol nyelven |
| -------------- | -------------- |
| Szümber járás  | Сүмбэр сум     |
| Bajantal járás | Баянтал сум    |
| Sivégóbi járás | Шивээговь сум  |